# Fundo Especial de Financiamento de Campanha
O Fundo Especial de Financiamento de Campanha (FEFC), mais conhecido como Fundo Eleitoral ou Fundão, é um fundo público destinado ao financiamento de campanhas eleitorais de candidatos políticos estabelecido pela lei nº 13.487, de 6 de outubro de 2017, considerada uma minirreforma eleitoral.
Com a decisão do STF que deu um fim ao financiamento empresarial de campanha, a criação do FEFC veio como a alternativa para financiar as campanhas eleitorais. A mesma minirreforma eleitoral deu fim à propaganda partidária de rádio e televisão.
O projeto de lei que estabeleceu o fundo foi aprovado pelo Senado Federal em 26 de setembro de 2017, e pela Câmara dos Deputados em 5 de outubro de 2017. No mesmo dia, foi novamente aprovado pelo Senado em votação apressada para que pudesse entrar em vigor para a eleição de 2018. No dia 6 de outubro o texto foi sancionado pelo presidente Michel Temer.
O fundo disponibilizou os seguintes valores aos partidos políticos nas eleições:
| Eleições                    | Valor (R$)       | Aumento |
| --------------------------- | ---------------- | ------- |
| Eleições gerais em 2018     | 1 716 209 431,00 | -       |
| Eleições municipais em 2020 | 2 034 954 824,00 | 18,57%  |
| Eleições gerais em 2022     | 4 961 519 777,00 | 143,81% |
| Eleições municipais em 2024 | 4 961 519 777,00 | 0,00%   |

## Aumento do fundo
O voto pelo aumento do fundo para 5,7 bilhões de reais ocorreu em 17 de dezembro de 2021.
Os partidos PT, PL, PP, PSD, MDB, PSDB, Republicanos, PSB, DEM, PDT, Solidariedade e PCdoB orientaram a votar pelo aumento para R$ 5,7 bilhões (Não ao veto) enquanto que PSL, Podemos, PSOL e NOVO orientaram pela manutenção do valor anterior do fundo de R$ 2,1 bilhões (Sim ao veto).
Dos 167 deputados e senadores que votaram contra o aumento do fundão eleitoral, 124 receberam recursos da verba para gastar na campanha de 2022.

## Críticas
Em agosto de 2017, o senador Cristovam Buarque lamentou em Plenário que o presidente da República, Michel Temer, tenha vetado artigo da Lei de Diretrizes Orçamentárias (LDO) que previa recursos para o cumprimento de metas do Plano Nacional de Educação. Segundo o senador, enquanto o governo veta um dispositivo que tem mais um peso simbólico do que financeiro, a comissão especial da Câmara dos Deputados que trata da reforma política aprovou a criação de um fundo público de 3,6 bilhões de reais para financiar as campanhas políticas. No mesmo mês, o ministro do STF Luís Roberto Barroso, crítico do atual modelo eleitoral e partidário brasileiro, considerou um "desaforo" a criação de um fundo público com 3,6 bilhões de reais para financiar campanhas, como foi discutido na Câmara. O procurador da República e coordenador da Operação Lava Jato Deltan Dallagnol também criticou a expansão do fundo partidário.
Em setembro de 2017, o senador José Reguffe protestou contra a aprovação do projeto que criou o fundo para o financiamento das campanhas eleitorais. Em pronunciamento no Plenário, explicou que foi contrário por acreditar que as eleições devem ser custeadas por doações de pessoas físicas, com limites claros. Para Reguffe, dinheiro público precisa ser usado em áreas mais importantes, como saúde e educação.